# Arroyito Ojo de Agua
Der Arroyito Ojo de Agua ist ein Fluss in Uruguay.
Er verläuft auf dem Gebiet des Departamentos San José. Er mündet in den Río Santa Lucía und ist auf dem Gebiet des vorbenannten Departamentos dessen erster Nebenfluss.